# Coenonympha glycerion iphioides
Coenonympha glycerion iphioides é uma subespécie de insetos lepidópteros, mais especificamente de borboletas pertencente à família Nymphalidae.
A autoridade científica da subespécie é Staudinger, tendo sido descrita no ano de 1870.
Trata-se de uma subespécie presente no território português.